# Lemeš (Kőrös)
Lemeš falu Horvátországban Kapronca-Kőrös megyében. Közigazgatásilag Kőröshöz tartozik.

## Fekvése
Köröstől 6 km-re délnyugatra fekszik.

## Története
1857-ben 266, 1910-ben 335 lakosa volt. Trianonig Belovár-Kőrös vármegye Körösi járásához tartozott. 2001-ben 127 lakosa volt.

## Külső hivatkozások
Körös város hivatalos oldala